# Kurt Dachlauer
Kurt Dachlauer (* 29. August 1940) ist ein ehemaliger deutscher Fußballspieler. Der Flügelstürmer im damaligen WM-System gewann mit dem 1. FC Nürnberg an seinem 22. Geburtstag den DFB-Pokal 1962 durch einen 2:1-Sieg nach Verlängerung im Finale gegen Fortuna Düsseldorf.

## Werdegang
Dachlauer kam zur letzten Saison der alten erstklassigen Fußball-Oberliga Süd, 1962/63, vom Amateurverein ESV Nürnberg-West Fürth zum „Club“. Unter Trainer Herbert Widmayer debütierte der Stürmer am ersten Spieltag, den 19. August 1962, bei der 2:3-Niederlage beim Karlsruher SC als Rechtsaußen in der Oberliga Süd. Im Halbfinalspiel um den DFB-Pokal am 22. August gegen Eintracht Frankfurt agierte er wiederum auf Rechtsaußen. Durch einen 4:2-Heimsieg zogen die Franken in das Endspiel ein. Am 29. August setzte sich die Elf aus der Noris in Hannover mit einem 2:1-Erfolg nach Verlängerung gegen Fortuna Düsseldorf durch und gewann den DFB-Pokal 1962. Im Angriff hatte Trainer Widmayer auf Dachlauer, Kurt Haseneder, Heinz Strehl, Tasso Wild und Richard Albrecht vertraut.
Im März und April 1963 kam der Neuzugang auch zu vier Einsätzen im Europapokal der Pokalsieger. Gegen B 09 Odense glückte ihm ein Treffer. Im Halbfinale lernte er in den zwei Begegnungen gegen Titelverteidiger Atlético Madrid (2:1/0:2) internationale Härte und Klasse kennen. In der Rückrunde der Oberliga stürmte er am 31. März 1963 beim 3:2-Heimerfolg gegen den Konkurrenten um die Vizemeisterschaft, FC Bayern München, am linken Flügel. Max Morlock erzielte zwei Treffer. Am vorletzten Rundenspieltag, den 21. April 1963, gehörte Dachlauer auch dem „Club“-Team an, dass sich mit einem 4:2-Erfolg beim neuen Süddeutschen Meister 1860 München durchsetzte. Durch einen 5:1-Heimerfolg gegen den 1. FC Schweinfurt 05 gewann Nürnberg am Schlusstag die Vizemeisterschaft und zog damit in die Endrunde um die deutsche Fußballmeisterschaft und zur Saison 1963/64 in die neu eingeführte Fußball-Bundesliga ein. Dachlauer hatte in 28 Ligaspielen vier Tore erzielt.
Im Mai und Juni 1963 wurden die letzten Endrundenspiele in der Oberligaära ausgetragen. In der Qualifikation setzte sich der süddeutsche Vizemeister mit einem 2:1-Erfolg vor 58.000 Zuschauern in Ludwigshafen gegen den SV Werder Bremen durch. Dachlauer stürmte auf Linksaußen und hatte es in den Zweikämpfen in erster Linie mit Josef Piontek zu tun. Die „Cluberer“ scheiterten in den Gruppenspielen am Titelverteidiger 1. FC Köln. In sechs Spielen erzielte Dachlauer zwei Tore.
Sein Debüt in der Bundesliga erlebte er am 21. September 1963 beim 5:3-Auswärtserfolg gegen den späteren Absteiger 1. FC Saarbrücken. Auf Linksaußen steuerte er dazu einen Treffer bei. Zur zweiten Bundesligasaison, 1964/65, verstärkte sich Nürnberg in der Offensive mit den Flügelstürmern Anton Allemann und Manfred Greif. Dachlauer absolvierte am 27. März 1965 unter Trainer Gunther Baumann im Heimspiel gegen Eintracht Frankfurt sein letztes von insgesamt 16 Bundesligaspielen (3 Tore).
Zur Saison 1965/66 wechselte er zum 1. FC Schweinfurt 05 in die damalige Zweitklassigkeit der Fußball-Regionalliga Süd. Im Willy-Sachs-Stadion feierte der Ex-Nürnberger 1965/66 den Meisterschaftsgewinn in der Regionalliga Süd. Unter seinem vormaligen „Club“-Trainer Gunther Baumann absolvierte Dachlauer alle 34 Ligaspiele und erzielte 19 Tore. Mit einem Punkt Vorsprung vor Kickers Offenbach gelang der überraschende Titelgewinn (Saison 1964/65: 15. Platz). Mit der Angriffsreihe Günther Masurek, Manfred Rühr, Rolf Schweighöfer (12 Tore), Manfred Berz (12 Tore) und Kurt Dachlauer (19 Tore) zog Schweinfurt in die Bundesliga-Aufstiegsrunde 1966 ein. Da konnten sich Dachlauer und seine Mannschaftskollegen aber nicht gegen die Konkurrenz Rot-Weiss Essen, 1. FC Saarbrücken und FC St. Pauli behaupten. In sechs Aufstiegsspielen erzielte er einen Treffer. Als Titelverteidiger kam Schweinfurt 1967 nur auf den 10. Rang; Dachlauer hatte wiederum alle 34 Spiele bestritten und neun Tore erzielt. Es folgten noch zwei Runden mit Trainer Jenő Vincze und Mitspielern wie Walter Hohnhausen, Dieter Höller, Werner Rinass und Manfred Linz, ehe der auf beiden Flügeln einsetzbare Angreifer am 9. Februar 1969 sein letztes Regionalligaspiel absolvierte. Beim 2:1-Heimerfolg gegen Rüsselsheim wurde er in der 39. Spielminute wegen einer Verletzung ausgewechselt, die im Sommer 1969 zum Ende seiner Laufbahn führte. Von 1965 bis 1969 hat Kurt Dachlauer für den FC Schweinfurt 05 in der Regionalliga Süd insgesamt 107 Ligaspiele absolviert und 36 Tore erzielt.

## Erfolge
- DFB-Pokal Sieger 1962